# ヤミツキ
『ヤミツキ』は、1999年10月6日から2001年3月26日まで日本テレビ系列局で放送された中京テレビ製作のバラエティ番組。日本テレビ系全国ネットの深夜番組放送枠『ZZZ』の内包番組として放送。

## 概要
テリー伊藤のプロデュースの下、郷ひろみと女性レギュラー陣が一般からの参加者たちとともに様々なバラエティ企画を遂行していた深夜番組である。彼らは毎回足ツボマッサージで対決したり、合コンをしたり、様々なニュースを紹介したりしていた。若い女性、特に女子高生や17歳の幼妻などを題材にした企画が多く、彼氏がガングロギャルの彼女に婚礼衣装を着せて落ち着かせる「ガングロ文金高島田」などの名物企画を輩出した。ほか、郷が結婚式場のウェディングケーキが乗った台の中から「お嫁サンバ」を歌いながら登場し、郷ひろみファンの新婦を驚かせる企画なども行われていた。都内で古い民家を使って芸人がプロレスをし、最後に民家を爆破するという「家庭内プロレス」という企画があったが、爆破シーンと共に壊してもいいを募集告知したところ苦情が殺到し中止となった。
この番組は、当初は『ZZZ』水曜第2部で放送されていた。その頃に行っていた企画は殆どが毛に関するもので、当時は「世界初・毛バラエティー」をサブタイトルに冠していた。後に番組は月曜第1部へ移動したが、その際に番組自体の内容も若干リニューアル。移動後の跡地である水曜第2部は、この次の中京テレビ製作番組である『あんたにグラッツェ!』がスタートするまでの間、系列他局の製作枠として使われることになった。

## 放送時間
いずれもJST。
- 水曜 24:12 - 24:47 （『ZZZ』水曜第2部、1999年10月 - 2000年3月）
- 月曜 23:37 - 24:12 （『ZZZ』月曜第1部、2000年4月 - 2001年3月）

## 出演者
- 郷ひろみ
- テリー伊藤
- 山田まりや
- 中島礼香
- HYPER GO号 → HYPER GO号 2 - この番組の路上スカウト企画から誕生した女性アイドルグループ。
- 江頭2:50 - 突如番組に乱入し、女性の足を舐めるなどの暴走ぶりを見せた。

## スタッフ
- 企画 - テリー伊藤
- 構成 - そーたに、都築浩、鮫肌文殊、平林義信、島津秀泰
- 技術 - IMAGICA
- 照明 - サンライズアート
- 美術 - サブロクカンパニー
- 音効 - 岡戸久幸
- 編集・MA - NEK STUDIO、峰尾研究所
- スタイリスト - 鍋田由美、植野大
- ヘアメイク - 久保木隆、アートメイク・トキ
- 取材技術 - エスティープランニング
- デスク - 明石令奈、川崎紗也香
- 総合演出 - 高須信行
- ディレクター - 伊藤隆基、山中浩一、神山祐人
- プロデューサー - 伊豫田祐司（CTV）、井口高志（電通）、原田政彦、中辻正道
- 制作協力 - ロコモーション、いまじん
- 制作著作 - 中京テレビ

## エンディングテーマ
- あなたのキスを数えましょう 〜You were mine〜（小柳ゆき）
- 愛情（小柳ゆき）
- P.F.P.（SHAME）
- sandglass （いしのだなつよ）
- 解放区（島谷ひとみ）
- EVERYBODY MID NIGHT〜華麗なるエロスたちのサイレンサー（Suicide Sports Car）